# Кампанья (концентрационный лагерь)
Кампанья — итальянский концлагерь. Находился в Кампанье, Южная Италия, близ Салерно. Основан в 1940 году для изоляции еврейских беженцев, живших в Италии, был закрыт в 1943 году.

## История лагеря

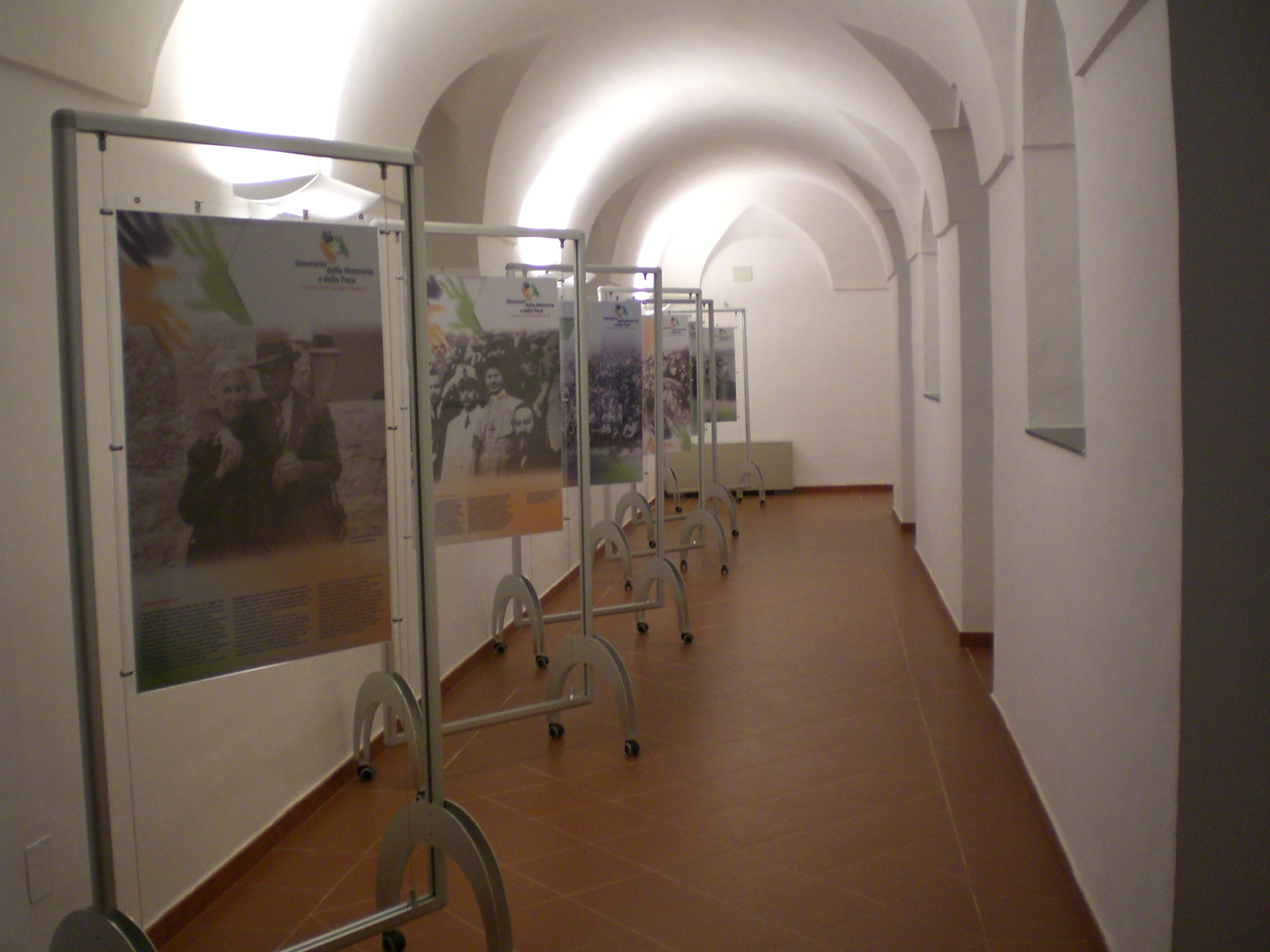

Для создания лагеря были использованы здания бывшего доминиканского монастыря (della Concezione).
Первыми заключёнными были 430 человек, арестованных в различных местах Италии. Большинство из них были еврейскими беженцами из Германии, Австрии, Польши, Чехословакии и Далмации, в лагере также содержались британские граждане. Количество заключённых в разные периоды колебалось от 230 до 150 (к сентябрю 1943 г.)
Интернированным было разрешено получать продовольственные посылки и посещать больных родственников. Кроме того, не было ограничений в получении и отправке писем. Ни один из интернированных не был убит и не подвергался насилию. Евреи, содержавшиеся в лагере, не были депортированы в Германию, несмотря на многочисленные требования. Для заключённых работала библиотека, школа, театр и синагога.
Когда в сентябре 1943 г. Италия капитулировала и британо-американские войска оккупировали юг Италии, то немецкие войска вторглись в Италию с севера. Но когда они достигли концлагеря, то не нашли там заключённых: все они бежали в горы с помощью местного населения.